# النبي الأعظم - 3
النبي الأعظم - 3 هو الاسم الرمزي لمناورات عسكرية وتجارب صاروخية أجرتها قوات الحرس الثوري الإيراني. بدأت المناورات في 9 يوليو 2008 بتجارب إطلاق 9 صواريخ بعيدة ومتوسطة المدى، من بينها صاروخ شهاب-3 الذي يبلغ مداه 2000 كيلو متر.

## تعديل صور
نشرت صحيفة جايجام الإيرانية صورة تظهر إطلاق ثلاثة صورايخ من أصل أربعة. ظهرت نفس الصورة على موقع الويب الخاص بسيباه للأنباء الجناح الإعلامي للحرس الثوري الإيراني، ولكن بعناصر أخرى. الصورة تظهر انطلاق أربع صواريخ وليس ثلاثة، الصاروخ الرابع خلف نفس غيمة الغبار التي خلفها أول صاروخ من جهة اليمين.

## انظر ايضاً
- مناورات النبي الأعظم الأمنية 2016
- معدات القوات المسلحة الإيرانية
- سرير 1
- مهاجر(طائرة بدون طيار)
- أبابيل القدس
- ذو الفقار (زورق صواريخ)
- اذرخش
- أميد (قمر صناعي)